# Gare de Laufon
La gare de Laufon (en allemand Bahnhof Laufen) est une gare située à Laufon, dans le canton de Bâle-Campagne.

## Situation ferroviaire
Elle est située sur la ligne de chemin de fer Bâle-Delémont-Biel/Bienne et desservie en particulier par la Ligne S3 du RER bâlois